# Риоха, Луис
Луи́с Хесу́с Рио́ха Гонса́лес (исп. Luis Jesús Rioja González; род. 16 октября 1993, Лас-Кабесас-де-Сан-Хуан) — испанский футболист, левый вингер клуба «Валенсия».

## Биография
Риоха родился в Лас-Кабесас-де-Сан-Хуан, Севилья, Андалусия, и был выпускником молодёжной школы Кабесенсе. Он дебютировал во взрослой команде 2 сентября 2012 года, сыграв последние 22 минуты в домашнем матче третьего дивизиона против «Кадиса Б».
Риоха забил свой дебютный гол за первую команду 18 ноября 2012 года, обыграв дома со счетом 4:0 «Аркос», и завершил сезон четырьмя голами в 35 матчах. 27 июня следующего года он подписал трехлетний контракт с мадридским «Реалом» и был назначен в команду C в сегунде B.
27 июля 2014 года Риоха присоединился к другой резервной команде, Сельте Б в третьем дивизионе. 4 января 2017 года он перешел в другую команду лиги «Марбелья».
3 июля 2018 года Риоха подписал двухлетний контракт с «Альмерией», второго дивизиона. Он дебютировал на профессиональном уровне 17 августа, начав с выездного поражения 0:1 от «Кадиса».
Риоха забил свой первый гол в клубе 26 августа 2018 года, открыв счет в домашнем матче со счетом 1:1 против «Тенерифе». Он регулярно выходил в стартовом составе клуба во время сезона, забив четыре гола в 39 матчах.
1 июля 2019 года Риоха подписал четырёхлетний контракт с клубом из Ла Лиги «Алавесом», поскольку клуб активировал пункт о его освобождении. Он дебютировал в этом клубе 18 августа, стартовав с домашней победы над «Леванте» со счетом 1:0.
10 июня 2021 года Риоха достиг пиковой на тот момент цены за свою карьеру-3 миллиона евро, которая оставалась на том же уровне почти 3 года, пока не выросла до 4 миллионов евро.
19 апреля 2022 года Риоха отыграл свой сотый матч за «Алавес» против «Мальорки» на выезде, гости проиграли со счётом 2:1.
13 августа 2022 года Риоха впервые за всю карьеру в клубе вышел с капитанской повязкой на матч с «Леганесом», где «Алавес» победил со счётом 2:1.С того матча Риоха периодически выходил капитаном команды на матчи «Алавеса».
22 августа 2024 года перешёл из «Алавеса» в «Валенсию» за 1,2 миллиона евро, при трансферной стоимости в 4 миллиона евро. Испанец дебютировал в этом клубе 23 августа 2024 года против «Сельты». Дебютный гол за клуб Риоха забил 21 сентября 2024 года в матче против «Жироны».

## Статистика
| Клуб                     | Сезон                    | Национальный чемпионат   | Национальный чемпионат | Национальный чемпионат | Национальные кубки | Национальные кубки | Еврокубки | Еврокубки | Всего | Всего |
| Клуб                     | Сезон                    | Лига                     | Игры                   | Голы                   | Игры               | Голы               | Игры      | Голы      | Игры  | Голы  |
| ------------------------ | ------------------------ | ------------------------ | ---------------------- | ---------------------- | ------------------ | ------------------ | --------- | --------- | ----- | ----- |
| Кабесенсе                | 2012/13                  | Терсера                  | 35                     | 4                      | 0                  | 0                  | 0         | 0         | 35    | 4     |
| Всего за «Кабесенсе»     | Всего за «Кабесенсе»     | Всего за «Кабесенсе»     | 35                     | 4                      | 0                  | 0                  | 0         | 0         | 35    | 4     |
| Реал Мадрид C            | 2013/14                  | Сегунда B                | 34                     | 0                      | 0                  | 0                  | 0         | 0         | 34    | 0     |
| Всего за «Реал Мадрид C» | Всего за «Реал Мадрид C» | Всего за «Реал Мадрид C» | 34                     | 0                      | 0                  | 0                  | 0         | 0         | 34    | 0     |
| Сельта B                 | 2014/15                  | Сегунда B                | 26                     | 4                      | 0                  | 0                  | 0         | 0         | 26    | 4     |
| Сельта B                 | 2015/16                  | Сегунда B                | 37                     | 3                      | 0                  | 0                  | 0         | 0         | 37    | 3     |
| Всего за «Сельту C»      | Всего за «Сельту C»      | Всего за «Сельту C»      | 63                     | 7                      | 0                  | 0                  | 0         | 0         | 63    | 7     |
| Марбелья                 | 2016/17                  | Сегунда B                | 16                     | 0                      | 0                  | 0                  | 0         | 0         | 16    | 0     |
| Марбелья                 | 2017/18                  | Сегунда B                | 32                     | 5                      | 1                  | 0                  | 0         | 0         | 33    | 5     |
| Всего за «Марбелью»      | Всего за «Марбелью»      | Всего за «Марбелью»      | 48                     | 5                      | 1                  | 0                  | 0         | 0         | 49    | 5     |
| Альмерия                 | 2018/19                  | Сегунда                  | 39                     | 5                      | 2                  | 1                  | 0         | 0         | 41    | 6     |
| Всего за «Альмерию»      | Всего за «Альмерию»      | Всего за «Альмерию»      | 39                     | 5                      | 2                  | 1                  | 0         | 0         | 41    | 6     |
| Алавес                   | 2019/20                  | Ла Лига                  | 28                     | 0                      | 1                  | 0                  | 0         | 0         | 29    | 0     |
| Алавес                   | 2020/21                  | Ла Лига                  | 35                     | 4                      | 1                  | 1                  | 0         | 0         | 36    | 5     |
| Алавес                   | 2021/22                  | Ла Лига                  | 39                     | 1                      | 2                  | 1                  | 0         | 0         | 39    | 2     |
| Алавес                   | 2022/23                  | Сегунда                  | 42                     | 10                     | 3                  | 0                  | 0         | 0         | 45    | 10    |
| Алавес                   | 2023/24                  | Ла Лига                  | 37                     | 5                      | 2                  | 0                  | 0         | 0         | 39    | 5     |
| Алавес                   | 2024/25                  | Ла Лига                  | 1                      | 0                      | 0                  | 0                  | 0         | 0         | 1     | 0     |
| Всего за «Алавес»        | Всего за «Алавес»        | Всего за «Алавес»        | 182                    | 20                     | 9                  | 2                  | 0         | 0         | 191   | 22    |
| Валенсия                 | 2024/25                  | Ла Лига                  | 22                     | 5                      | 2                  | 0                  | 0         | 0         | 24    | 5     |
| Всего за «Валенсию»      | Всего за «Валенсию»      | Всего за «Валенсию»      | 22                     | 5                      | 2                  | 0                  | 0         | 0         | 24    | 5     |
| Всего за карьеру         | Всего за карьеру         | Всего за карьеру         | 423                    | 46                     | 14                 | 3                  | 0         | 0         | 437   | 49    |